# Cengklong
Cengklong is een bestuurslaag in het regentschap Tangerang van de provincie Banten, Indonesië. Cengklong telt 13.572 inwoners (volkstelling 2010).